# Villers-Franqueux
Villers-Franqueux település Franciaországban, Marne megyében. Lakosainak száma 299 fő (2022. január 1.). Villers-Franqueux Hermonville, Loivre, Pouillon és Thil községekkel határos.

## Népesség
A település népessége az elmúlt években az alábbi módon változott:
| Lakosok száma | 198  | 220  | 270  | 297  | 302  | 297  | 297  | 296  | 296  | 299  |
|               | 1968 | 1982 | 1990 | 2006 | 2013 | 2015 | 2017 | 2019 | 2020 | 2022 |